# 영어학
영어영문학(English studies)은 영어권 국가에서 초등교육, 중등교육, 고등교육에서 가르치는 학문 분야이다. 이것은 별개의 학문인 외국어로 가르치는 영어와 구별한다. 영문학 분야에는 텍스트를 통한 영문학 연구, 분석, 탐구가 포함된다.
영어영문학에는 다음이 포함된다:
- 문학, 특히 소설, 희곡, 단편 소설, 시를 연구한다. 모든 영어 문헌을 연구할 수 있지만 가장 일반적으로 분석되는 문헌은 영국, 미국 및 아일랜드에서 유래한다. 또한, 영어 연구를 가르치는 특정 국가나 지역에서는 종종 자국의 지역 또는 국가 영어 문헌을 강조한다.
- 문학 작품의 구조 분석과 이러한 구조를 자신의 글에 적용하는 것을 모두 포함하는 영어 작문.
- 문법, 사용법 및 스타일을 연구하는 영어 과목이다.
- 영어로 된 문어체와 구어체의 담론 분석, 영어의 역사, 영어 학습 및 교육, 영어 세계 연구를 포함한 영어 사회 언어학.

## 같이 보기
- 제2언어로서의 영어
- 지식인